# Atalanta Bergamasca Calcio 1927-1928
Questa pagina raccoglie i dati riguardanti l'Atalanta e Bergamasca Sezione Calcio nelle competizioni ufficiali della stagione 1927-1928.

## Stagione

Bari, 29 aprile 1928. Formazione bergamasca nella partita Bari-Atalanta (1-0).

La delusione della stagione precedente (mancata la promozione per un soffio) costa la panchina a Lovati che viene sostituito dall'ungherese Imre Payer che importa a Bergamo la tecnica dello "stop" di scuola danubiana.
In quello stesso anno la Federazione decide il blocco degli stranieri e l'Atalanta deve così rinunciare a Gedeon Lukács che ha fatto tanto bene nelle due stagioni passate.
In una stagione ricca di novità, da segnalare il primo massaggiatore della storia atalantina (Leone Sala) e la nascita del tifo organizzato (denominati La Crociata).
Nonostante tutto, per l'Atalanta è una grande annata, la migliore dei suoi primi quattordici anni di attività: i nerazzurri dopo aver stravinto il loro Girone, vanno addirittura a vincere lo scudetto di categoria superando la Pistoiese con un netto 3-0
La Coppa Italia non viene disputata.

## Organigramma societario
Area direttiva
- Presidente: Pietro Capoferri
- Vice Presidenti: Antonio Gambirasi, Maurizio Reich
- Segretari: Rino Lupini, Mario Riva
- Cassiere: Oreste Onetto
- Consiglieri: Ettore Capuani, Carlo Coltri, Gino Codenotti, Enrico Felli, Paolo Foresti, Matteo Legler, Vincenzo Lolli, Giovan Battista Marconi, Piero Micheletti, Ugo Pelandi, Antonio Pesenti, Antonio Reggiani, Alberto Sala, Carlo Stampa, Geremia Zenoni

Area tecnica
- Allenatore: Imre Payer
- Vice-Allenatore: Enrico Tirabassi

Area sanitaria
- Massaggiatore: Leone Sala

## Rosa
| N. |                   | Ruolo | Calciatore          |
| -- | ----------------- | ----- | ------------------- |
|    | Italia (bandiera) | P     | Angelo Farina       |
|    | Italia (bandiera) | P     | Gino Perani         |
|    | Italia (bandiera) | D     | Ettore Boninsegna   |
|    | Italia (bandiera) | D     | Riccardo Cornolti   |
|    | Italia (bandiera) | D     | Giuseppe Scarpa     |
|    | Italia (bandiera) | C     | Eridio Bonardi      |
|    | Italia (bandiera) | C     | Onorato Bonzani     |
|    | Italia (bandiera) | C     | Giuseppe Facoetti   |
|    | Italia (bandiera) | C     | Luigi Poggia        |
|    | Italia (bandiera) | C     | Francesco Simonetti |

| N. |                   | Ruolo | Calciatore         |
| -- | ----------------- | ----- | ------------------ |
|    | Italia (bandiera) | C     | Attilio Torresani  |
|    | Italia (bandiera) | C     | Giovanni Varasi    |
|    | Italia (bandiera) | A     | Romano Buschi      |
|    | Italia (bandiera) | A     | Vincenzo Chiabotto |
|    | Italia (bandiera) | A     | Giacomo Cornolti   |
|    | Italia (bandiera) | A     | Giorgio Delvai     |
|    | Italia (bandiera) | A     | Aldo Lanfranconi   |
|    | Italia (bandiera) | A     | Aldo Macchi        |
|    | Italia (bandiera) | A     | Aldo Perani        |

## Calciomercato
| Acquisti | Acquisti           | Acquisti | Acquisti   |
| R.       | Nome               | a        | Modalità   |
| -------- | ------------------ | -------- | ---------- |
| C        | Eridio Bonardi     | Brescia  | definitivo |
| A        | Vincenzo Chiabotto | Biellese | definitivo |
| A        | Aldo Macchi        | ???      | ???        |
| C        | Attilio Torresani  | Brescia  | definitivo |

| Cessioni | Cessioni            | Cessioni            | Cessioni      |
| R.       | Nome                | a                   | Modalità      |
| -------- | ------------------- | ------------------- | ------------- |
| P        | Giovanni Fumagalli  | Stab. Dalmine       | definitivo    |
| D        | Vincenzo Coppo      | Inter               | fine prestito |
| C        | Luigi Pedrazzini    | Inter               | fine prestito |
| C        | Francesco Mazzoleni | Taranto             | definitivo    |
| A        | Marino Leidi        | lasciato libero     |               |
| A        | Gedeon Lukács       | rientra in Ungheria | definitivo    |

## Risultati

### Prima Divisione

#### Girone d'andata
| Arbitro: | Galli (Bologna) |

|  |           |                                                    |
|  | Marcatori | 19’ Buschi 70’ G. Cornolti 84’ Bonardi 88’ Bonzani |

| Arbitro: | Pozzi (Monza) |

|                                    |           |  |
| A.Perani 19’, 44’, 45’ Bonardi 55’ | Marcatori |  |

| Treviso 9 ottobre 1927 3ª giornata | Treviso          | 0 – 0 | Atalanta | Campo di S.Maria della Rovere\| Arbitro: \| Casetta (Milano) \| |
| Arbitro:                           | Casetta (Milano) |       |          |                                                                 |

| Arbitro: | Enrietti (Torino) |

|                            |           |              |
| Buschi 11’ Poggia 12’, 33’ | Marcatori | 16’ Zucchini |

| Arbitro: | Mastellari (Bologna) |

|        |           |                         |
| ??? ?’ | Marcatori | 10’ Buschi 35’ A.Perani |

| Arbitro: | Scorzoni (Bologna) |

|                          |           |             |
| Chiabotto 85’ Poggia 89’ | Marcatori | 51’ Froglia |

| Arbitro: | Montessoro (Torino) |

|  |           |                         |
|  | Marcatori | 32’, 41’, 48’ Chiabotto |

| Arbitro: | Scarpi (Dolo) |

|  |           |                                             |
|  | Marcatori | 14’ A.Perani 65’ Bonardi 86’ (aut.) Chiatti |

| Arbitro: | Giulini (Lodi) |

|                                        |           |  |
| G.Cornolti 34’ A.Perani 39’ Poggia 78’ | Marcatori |  |

#### Girone di ritorno
| Arbitro: | Beretta (Novi Ligure) |

|                                |           |  |
| A. Perani 30’, 82’ Bonardi 62’ | Marcatori |  |

| Arbitro: | Bo (Genova) |

|             |           |  |
| Griggio 24’ | Marcatori |  |

| Arbitro: | Guarnieri (Milano) |

|                          |           |              |
| A.Perani 41’ Bonardi 69’ | Marcatori | 88’ Bisigato |

| Arbitro: | Casetta (Milano) |

|              |           |                           |
| Barbieri 87’ | Marcatori | 44’ Buschi 76’ G.Cornolti |

| Arbitro: | Melandri (Genova) |

|                                  |           |  |
| Bonardi 14’, 51’ Buschi 26’, 40’ | Marcatori |  |

| Arbitro: | Carraro (Padova) |

|                            |           |                            |
| Reich 24’ Spadavecchia 64’ | Marcatori | 19’ Torresani 89’ A.Perani |

| Arbitro: | Rovida (Milano) |

|            |           |                |
| Buschi 30’ | Marcatori | 65’ Castellani |

| Arbitro: | Armani (Reggio Emilia) |

|                                |           |                |
| Buschi 73’ Crescini 75’ (aut.) | Marcatori | 65’ Castellano |

| Arbitro: | Mastellari (Bologna) |

|                |           |                |
| Baccilieri 26’ | Marcatori | 16’ R.Cornolti |

#### Girone finale (andata)
| Arbitro: | Serra (Bologna) |

|           |           |  |
| Brezzi 5’ | Marcatori |  |

| Arbitro: | P. Barlassina (Novara) |

|                              |           |                     |
| A.Perani 9’ Bonardi 25’, 50’ | Marcatori | 41’ Gallo 54’ Barni |

| Arbitro: | Casetta (Milano) |

|                             |           |              |
| Seccatore 40’ Del Rosso 65’ | Marcatori | 52’ A.Perani |

#### Girone finale (ritorno)
| Arbitro: | Mastellari (Bologna) |

|                                                     |           |  |
| Simonetti 5’ Buschi 44’, 53’ Delvai 47’ Bonardi 75’ | Marcatori |  |

| Arbitro: | Turbiani (Ferrara) |

|                               |           |                          |
| Civinini 32’, 60’ Gambino 69’ | Marcatori | 22’ Buschi 82’ Simonetti |

| Arbitro: | Squarza (Reggio Emilia) |

|                            |           |  |
| G.Cornolti 29’ Bonardi 31’ | Marcatori |  |

#### Spareggi per l'assegnazione del titolo nazionale
| Piacenza 10 giugno 1928, ore ? semifinale | Atalanta | 2 – 0 A tav. | Biellese | Campo Barriera Genova |

| Arbitro: | Turbiani (Ferrara) |

|                            |           |  |
| Buschi 6’, 61’ Bonardi 17’ | Marcatori |  |

## Statistiche

### Statistiche di squadra
| Competizione               | Punti | In casa | In casa | In casa | In casa | In casa | In casa | In trasferta | In trasferta | In trasferta | In trasferta | In trasferta | In trasferta | Totale | Totale | Totale | Totale | Totale | Totale | DR  |
| Competizione               | Punti | G       | V       | N       | P       | Gf      | Gs      | G            | V            | N            | P            | Gf           | Gs           | G      | V      | N      | P      | Gf     | Gs     | DR  |
| -------------------------- | ----- | ------- | ------- | ------- | ------- | ------- | ------- | ------------ | ------------ | ------------ | ------------ | ------------ | ------------ | ------ | ------ | ------ | ------ | ------ | ------ | --- |
| 1ª Divisione girone A      | 30    | 9       | 7       | 2       | 0       | 24      | 4       | 9            | 5            | 3            | 1            | 17           | 6            | 18     | 13     | 4      | 1      | 41     | 10     | +31 |
| 1ª Divisione girone finale | 6     | 6       | 3       | 0       | 0       | 11      | 2       | 3            | 3            | 0            | 0            | 3            | 6            | 6      | 3      | 3      | 0      | 13     | 8      | +5  |

### Statistiche dei giocatori
| Giocatore      | 1ª Divisione | 1ª Divisione |
| Giocatore      | Presenze     | Reti         |
| -------------- | ------------ | ------------ |
| E. Bonardi     | 23           | 11           |
| E. Boninsegna  | 22           | 0            |
| O. Bonzani     | 24           | 1            |
| R. Buschi      | 25           | 13           |
| V. Chiabotto   | 18           | 4            |
| G. Cornolti    | 17           | 4            |
| R. Cornolti    | 25           | 1            |
| G. Delvai      | 4            | 1            |
| G. Facoetti    | 10           | 0            |
| A. Farina      | 1            | 0            |
| A. Lanfranconi | 3            | 0            |
| A. Macchi      | 2            | 0            |
| A. Perani      | 18           | 12           |
| G. Perani      | 25           | ?            |
| L. Poggia      | 25           | 5            |
| G. Scarpa      | 2            | 0            |
| F. Simonetti   | 6            | 2            |
| A. Torresani   | 1            | 1            |
| G. Varasi      | 24           | 0            |